# ماترس و ماترونائه

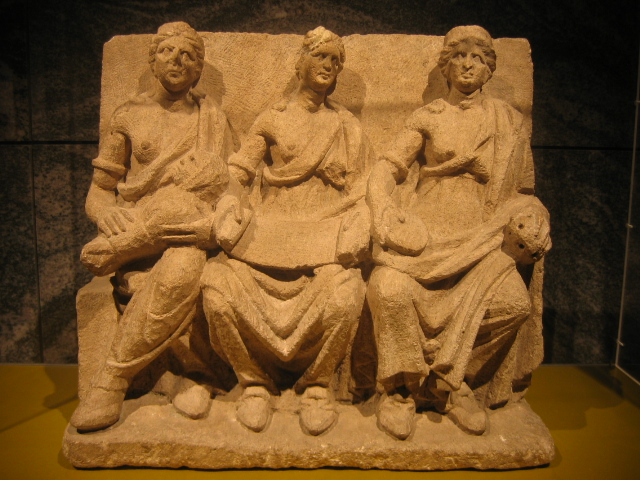
نقش برجسته سفالی از ماترس در فرهنگ گالو رومی ورتیلوم (ورتایولت) در گال (سرزمین).

ماترس و ماترونائه (انگلیسی: Matres and Matronae) خدایان زن مورد احترام در شمال غربی اروپا بودند که آثاری از آنها یافت شده که مربوط به قرن اول تا پنجم پس از میلاد است. آنها بر روی هدایای نذری و محرابهایی که تصاویری از الهه‌ها را در خود دارند، تقریباً به‌طور کامل در گروه‌های سه تایی به تصویر کشیده شده‌اند.